# Que fait la vie ?
Singles de Vanessa Paradis
Pourtant 
 (décembre 2000) L'eau à la bouche (live) 
 (septembre 2001)
Pistes de 'Bliss'
Pourtant Les acrobates
Que fait la vie ? est le 18e single de Vanessa Paradis, lancé en radio en avril 2001. Il est le 3eextrait de l'album Bliss.
La chanson est écrite par Didier Golemanas et composée par Vanessa Paradis.
La photo de la pochette est réalisée par le photographe Claude Gassian.

## Versions
Vanessa Paradis interprète ce titre lors du Bliss Tour en 2001, du Divinidylle Tour en 2007/2008, de sa Tournée Acoustique en 2010/2011 et lors du Love Songs Tour en 2013.

## Le clip
Réalisé par Johnny Depp sous le pseudonyme de Richard Mudd.

Vanessa chante le titre dans la cuisine de sa propriété du Plan-de-la-Tour en plan fixe et plan séquence. Les images ont été recolorisées.

Le clip est mis en télé mi-mai 2001.

## Musiciens
- Guitares / Basse / Contrebasse : Bruce Witkin
- Batterie : Rob Klonel
- Violoncelle : Vincent Segal
- Piano : Benmont Tench
- Cordes : Caméléons
- chœurs : Vanessa Paradis
- Arrangements Cordes : Vincent Segal / Benmont Tench
- Mixeur : Tchad Blake
- Réalisateur : Olivier Lude